# El niño del árbol
El niño del árbol es el título de una sobreventana que ideó Francisco de Goya para el antedormitorio de los Príncipes de Asturias en el Palacio del Pardo. Forma parte de la cuarta serie de cartones para tapices.

## Análisis
Dos niños juegan en un árbol, uno mantiene una cesta y el otro se deja caer, aparentemente intentando cazar pájaros.
Funcionó como sobreventana o rinconera del antedormitorio de los Príncipes de Asturias en el Pardo. Ha pasado desapercibida para los críticos, quienes se han interesado más en otras obras de Goya como La novillada o Los leñadores. 